# Список померлих 1980 року
15 квітня - Жан-Поль Сартр, французький філософ, письменник, сценарист, громадський діяч, Нобелівська премія з літератури 1964 (відмовився) (*1905)
29 квітня - Альфред Гічкок, англійський кінорежисер, продюсер, сценарист (*1899)
8 грудня - Джон Леннон, англійський співак, автор пісень і музикант The Beatles, художник, політичний активіст та громадський діяч (*1940)
4 травня - Йосип Броз Тіто, югославський комуністичний революціонер, політик, державний та військовий діяч, лідер Югославії з кінця Другої світової війни до своєї смерті (*1892)
25 липня - Висоцький Володимир Семенович, радянський співак, поет, актор, класик жанру авторської пісні, автор прозаїчних творів (*1938)
27 липня - Мохаммед Реза Пахлаві, останній шахиншах Ірану з династії Пахлаві (*1919)
16 вересня - Жан Піаже, швейцарський психолог і філософ (*1896)
31 березня - Джессі Оуенс, американський легкоатлет (*1913)
24 грудня - Карл Деніц, німецький державний та військовий діяч часів Третього Рейху, грос-адмірал, головнокомандувач Крігсмаріне в ході Другої світової війни, Рейхспрезидент Німеччини після самогубства Адольфа Гітлера (*1891)
24 липня - Пітер Селлерс, британський комедійний актор (*1925)
7 листопада - Стів Макквін, американський кіноактор, авто- і мотогонщик (*1930)
22 листопада - Мей Вест, американська кіноакторка, письменниця і співачка (*1893)
18 березня - Еріх Фромм, німецький соціолог, філософ, соціальний психолог, психоаналітик (*1900)
26 березня - Ролан Барт, французький філософ, критик і теоретик семіотики (*1915)
8 вересня - Віллард Ліббі, американський фізико-хімік, Нобелівська премія з хімії 1960 (*1908)
7 червня - Генрі Міллер, американський письменник (*1891)
27 жовтня - Джон ван Флек, американський фізик, лауреат Нобелівської премії з фізики 1977 (*1899)
24 квітня - Алехо Карпентьєр, кубинський письменник, журналіст, музикант та музикознавець (*1904)
31 грудня - Маршалл Маклуен, канадський філософ, філолог, літературний критик, дослідник впливу медіа (*1911)
18 грудня - Косигін Олексій Миколайович, радянський державний і партійний діяч, близький соратник Брежнєва, голова Ради Міністрів СРСР з 1964 р. (*1904)
23 червня - Варахаґірі Венката Ґірі, президент Індії (1969—1974) (*1894)
10 серпня - Ях'я Хан, пакистанський військовий, президент Пакистану з 1969 по 1971 р. (*1917)
21 квітня - Опарін Олександр Іванович, радянський біолог та біохімік (*1894)
24 березня - Оскар Арнульфо Ромеро, архієпископ Сан-Сальвадорський, застрелений правими бойовиками під час проведення служби, правозахисник, святий священномученик (*1918)
2 лютого - Вільям Говард Стайн, американський біохімік, Нобелівська премія з хімії 1972 (*1911)
25 вересня - Джон Бонем, британський ударник (Led Zeppelin) (*1948)
6 жовтня - Такенокосі Сігемару, японський футболіст, тренер (*1906)
31 липня - Мухаммед Рафі, індійський співак пенджабського походження (*1924)
22 лютого - Оскар Кокошка, австрійський художник-експресіоніст, скульптор, графік і театральний декоратор (*1886)
14 квітня - Джанні Родарі, італійський дитячий письменник і журналіст (*1920)
1 липня - Такаяма Тадао, японський футболіст (*1904)
20 серпня - Джо Дассен, французький співак і музикант з єврейським корінням українсько-американського походження (*1938)
2 грудня - Ромен Гарі, французький прозаїк, дипломат, кінорежисер і авіатор Другої світової війни (*1914)
19 липня - Ганс Моргентау, американський науковець німецько-єврейського походження (ашкеназі) (*1904)
25 вересня - Льюїс Майлстоун, американський кінорежисер (*1895)
18 березня - Тамара Лемпицька, польська художниця (*1898)
13 липня - Серетсе Кхама, перший президент Ботсвани з 1966 р. (*1921)
17 вересня - Анастасіо Сомоса Дебайле, президент Нікарагуа, фактичний глава держави з 1967 по 1979 р. (*1925)
15 вересня - Білл Еванс, американський джазовий піаніст (*1929)
18 травня - Ієн Кертіс, англійський музикант, вокаліст і автор усіх текстів пісень гурту «Joy Division» (*1956)
16 грудня - Полковник Сандерс, американський бізнесмен і засновник мережі ресторанів швидкого харчування Kentucky Fried Chicken (KFC) (*1890)
21 жовтня - Ганс Аспергер, австрійський педіатр і психіатр, ім'ям якого названо синдром Аспергера (*1906)
25 вересня - Марія Ундер, естонська поетеса та перекладачка (*1883)
18 червня - Казимир Куратовський, польський математик і логік (*1896)
19 лютого - Бон Скотт, австралійський музикант, вокаліст AC/DC (*1946)
22 квітня - Фріц Штрассман, німецький хімік і фізик (*1902)
12 червня - Охіра Масайосі, прем'єр-міністр Японії з 1978 р. (*1910)
9 липня - Вінісіус ді Морайс, бразильський поет-пісняр, есеїст, драматург, критик (*1913)
26 жовтня - Марселу Каетану, прем'єр-міністр Португалії (1968–74) (*1906)
29 листопада - Дороті Дей, американська журналістка, суфражистка, антивоєнна, профспілкова та католицька активістка, редакторка (*1897)
13 лютого - Маріан Реєвський, польський математик і криптограф (*1905)
3 грудня - Освальд Мослі, британський політик, баронет, засновник Британського союзу фашистів (*1896)
14 березня - Мохаммад Хатта, індонезійський політичний діяч, національний герой Індонезії, віце-президент, прем'єр-міністр Індонезії (1948—1949) (*1902)
14 травня - Г'ю Гріффіт, британський актор (*1912)
29 лютого - Іґаль Алон, ізраїльський державний та військовий діяч, в.о. прем'єр-міністра Ізраїлю в 1969 р. (*1918)
18 вересня - Кетрін Енн Портер, американська журналістка, письменниця та громадська діячка (*1890)
12 квітня - Вільям Толберт, президент Ліберії з 1971 по 1980 р. (*1913)
1 липня - Чарлз Персі Сноу, англійський письменник, фізик, хімік і державний діяч (*1905)
1 березня - Діксі Дін, англійський футболіст (*1907)
29 грудня - Мандельштам Надія Яківна, російська письменниця-мемуаристка українського походження, дружина поета Осипа Мандельштама (*1899)
26 серпня - Текс Ейвері, американський мультиплікатор і актор озвучування (*1908)
31 грудня - Рауль Волш, американський кінорежисер, актор, сценарист, продюсер (*1887)
24 листопада - Джордж Рафт, американський актор і танцюрист (*1901)
4 липня - Грегорі Бейтсон, британо-американський вчений (*1904)
31 липня - Паскуаль Йордан, німецький фізик-теоретик (*1902)
23 червня - Санджай Ганді, індійський політик, син Індіри Ганді та Фероза Ганді (*1946)
4 грудня - Станіслава Валасевич, польська легкоатлетка, спринтерка з гермафродитизмом (*1911)
11 грудня - Вікторія Луїза Прусська, королева-консорт Ганноверу, герцогиня Бранушвейзька, донька імператора Німеччини Вільгельма II (*1892)
20 жовтня - Роберт Віттекер, американський учений-еколог і фітоценолог (*1920)
29 липня - Голиков Пилип Іванович, радянський воєначальник, Маршал Радянського Союзу (*1900)
19 серпня - Отто Франк, німецький бізнесмен, батько Анни Франк (*1889)
18 березня - Людвіг Гуттманн, німецько-британський невролог (*1899)
19 грудня - Ектор Хосе Кампора, президент Аргентини у 1973 р. (*1909)
30 березня - Тон Дик Тханг, другий та останній президент Північного В'єтнаму, перший президент Соціалістичної Республіки В'єтнам (з 1969 р.) (*1888)
21 травня - Іда Камінська, єврейсько-польська театральна та кіноакторка, режисерка (*1899)
21 лютого - Альфред Андерш, німецький письменник, видавець і радіоредактор (*1914)
25 березня - Мілтон Еріксон, американський психіатр та психотерапевт, спеціаліст в області медичного гіпнозу (*1901)
22 серпня - Габрієль Гонсалес Відела, президент Чилі в 1946—1952 рр. (*1898)
25 квітня - Маріо Бава, італійський кінорежисер, оператор, художник зі спецефектів і сценарист (*1914)
29 січня - Джиммі Дюранте, американський комік, актор, співак і піаніст (*1893)
4 грудня - Франсішку Са Карнейру, прем'єр-міністр Португалії у 1980 р. (*1934)
3 січня - Джой Адамсон, австрійська натуралістка, екологиня, захисниця тварин, ілюстраторка, художниця та письменниця (*1910)
26 листопада - Рейчел Робертс, валлійська актриса (*1927)
1 січня - П'єтро Ненні, італійський соціалістичний політик і державний діяч (*1891)
12 березня - Ерне Гере, угорський політичний діяч єврейського походження (*1898)
9 серпня - Жаклін Кокран, американська льотчиця і бізнесвумен, піонерка жіночої авіації (*1906)
3 вересня - Барбара О'Ніл, американська акторка (*1910)
28 травня - Рольф Неванлінна, фінський математик (*1895)
13 лютого - Девід Янссен, американський актор кіно та телебачення (*1931)
20 листопада - Джон Мак-Юен, прем'єр-міністр Австралії (1967—1968) (*1900)
8 травня - Фаррухру Парса, іранська політична діячка, лікар, педагог, міністр освіти (*1922)
8 червня - Ернст Буш, німецький актор, співак (*1900)
18 січня - Сесіл Бітон, британський фотограф моди, портретист та воєнний фотограф, автор щоденників, художник та дизайнер інтер'єрів, а також художник по костюмах та сценограф театру та кіно (*1904)
17 березня - Рафаель Паасіо, прем'єр-міністр Фінляндії (1966—1968, 1972) (*1903)
21 квітня - Сограб Сепегрі, іранський поет, художник, філософ (*1928)
21 липня - Салах аль-Дін аль-Бітар, сирійський політик, співзасновник партії Баас, прем'єр-міністр Сирії (1963, 1964, 1966) (*1912)
23 серпня - Герхард Ганаппі, австрійський футболіст, за освітою архітектор (*1929)
23 січня - Ліль Даґовер, німецька акторка театру і кіно, письменниця (*1887)
19 липня - Ніхат Ерім, прем'єр-міністр Туреччини (1971–1972) (*1912)
17 квітня - Альф Шеберґ, шведський театральний і кінорежисер (*1903)
18 червня - Андре Ледюк, французький велогонщик (*1904)
9 березня - Гайнц Лінге, німецький офіцер СС, камердинер лідера нацистської Німеччини Адольфа Гітлера (*1913)
1 січня - Френк Вікофф, американський легкоатлет, який спеціалізувався в бігу на короткі дистанції (*1909)
27 червня - Вальтер Дорнбергер, німецький інженер-адміністратор, один з засновників важкого ракетного машинобудування, генерал-майор (*1895)
9 червня - Мігель Капуччіні, уругвайський футболіст (*1904)
14 березня - Манліо Брозіо, італійський державний діяч, дипломат, генеральний секретар НАТО (1964—1971) (*1897)
8 січня - Джон Моклі, американський фізик та інженер, один з творців комп'ютера ENIAC (*1907)
2 березня - Ярослав Івашкевич, польський письменник, перекладач і громадський діяч (*1894)
8 вересня - Моріс Женевуа, французький письменник (*1890)
21 жовтня або 31 жовтня - Едельміро Хуліан Фаррелл, аргентинський військовик, фактичний президент Аргентини у 1944—1946 рр. (*1887)
7 червня - Мар'ян Спихальський, польський військовий, державний і комуністичний діяч, маршал Польщі (*1906)
2 травня - Джордж Пал, угорсько-американський мультиплікатор, кінорежисер і кінопродюсер (*1908)
9 квітня - Мухаммад Бакір ас-Садр, іракський ісламський учений, філософ та ідейний засновник ісламської партії Дава; тесть духовного лідера мусульман-шиїтів Іраку Муктади ас-Садра (*1935)
23 січня - Ернст Оцвірк, австрійський футболіст, тренер (*1926)
7 червня - Філіп Ґустон, американський митець (*1913)
5 березня - Вініфред Вагнер, невістка композитора Ріхарда Вагнера, керівниця Байройтського фестивалю (*1897)
1 серпня - Патрік Депайє, французький автогонщик Формули-1 (*1944)
3 жовтня - Густав Вагнер, австрійський нацист, обершарфюрер СС, заступник коменданта концтабору Собібор (*1911)
21 жовтня - Вилко Червенков, болгарський революціонер, державний, політичний та партійний діяч, лідер Болгарської комуністичної партії у 1949—1954, голова Ради міністрів Болгарії у 1950—1956, генерал армії (*1900)
16 лютого - Еріх Гюккель, німецький фізик і хімік, один з основоположників квантової хімії (*1896)
12 листопада - Амальрик Андрій Олексійович, радянський історик і публіцист, російський правозахисник, політв'язень (*1938)
28 червня - Кейо Лійнамаа, прем'єр-міністр Фінляндії (1975) (*1929)
17 лютого - Грем Сазерленд, англійський художник (*1903)
4 жовтня - Машеров Петро Миронович, білоруський радянський партійний діяч, Герой Радянського Союзу, Герой Соціалістичної Праці, перший секретар ЦК Компартії Білорусі з 1965 р. (*1918)
11 січня - Селія Санчес, кубинська революціонерка, політикиня, дослідниця та архівістка (*1920)
23 вересня - Джим Фуше, державний президент ПАР з 1968 по 1975 р. (*1898)
6 серпня - Маріно Маріні, італійський скульптор, живописець і графік (*1901)
25 жовтня - Філіпп Гессенський, німецький шляхтич, глава Гессенського дому, обергруппенфюрер СА, онук німецького імператора Фрідріха III і правнук королеви Великої Британії Вікторії, зять короля Італії Віктора Еммануїла III (*1896)
3 січня - Люсьєн Бюйсс, бельгійський велосипедист (*1892)
10 вересня - Фрідріх Госсбах, німецький воєначальник часів Третього Рейху, генерал піхоти Вермахту, учасник Першої та Другої світових війн (*1894)
4 червня - Леопольд Кільгольц, швейцарський футболіст, тренер (*1911)
7 січня - Сімонн Матьє, французька тенісистка (*1908)
1 лютого - Гастоне Ненчіні, італійський шосейний велогонщик (*1930)
16 жовтня - Луїджі Лонго, італійський комуністичний політик, генеральний секретар Італійської комуністичної партії (*1900)
26 грудня - Річард Чейз, американський серійний убивця, некрофіл та ґвалтівник (*1950)
3 вересня - Фабіан фон Шлабрендорф, німецький юрист і офіцер, учасник Липневої змови (*1907)
21 травня - Інагакі Хіросі, японський кінорежисер, сценарист, продюсер та актор (*1905)
23 березня - Артур Оукен, американський економіст, автор «закону Оукена» (*1928)
26 серпня - Милиця Кор'юс, польсько-естонська оперна співачка-сопрано, яка знімалася в американських та мексиканських фільмах Золотого віку Голлівуду (*1909)
15 жовтня - Лаврентьєв Михайло Олексійович, радянський математик, академік (*1900)
17 липня - Делоне Борис Миколайович, російський і радянський математик, альпініст (*1890)
28 грудня - Марсель Ланжіє, французький футболіст (*1908)
11 лютого - Пааво Юрйоля, фінський легкоатлет, який спеціалізувався в десятиборстві (*1902)
13 червня - Волтер Родні, гаянський історик, політичний активіст та дослідник (*1942)
19 червня - Торквато Фернандес-Міранда, в.о. прем'єр-міністра Іспанії в 1973 р. (*1915)
11 липня - Зигмунт Берлінг, польський воєначальник, генерал броні Війська Польського, генерал-лейтенант СРСР (*1896)
28 червня - Гелен Гехаган Дуглас, американська актриса та політикиня (*1900)
15 листопада - Гаррі Ларва, фінський легкоатлет, який спеціалізувався в бігу на середні дистанції (*1906)
24 липня - Уттам Кумар, індійський кіноактор, продюсер, режисер, сценарист, композитор та співак, який переважно працював у бенгальському кіно (*1926)
17 березня - Бун Ум, лаоський державний діяч, член королівської родини (син короля Ратсаданая), прем'єр-міністр Лаосу (1949–1950, 1960–1962) (*1912)
4 вересня - Вальтер Кауфман, американський філософ, перекладач і поет (*1921)
12 червня - Еґон Пірсон, британський статистик, син математика, статистика, біолога та філософа Карла Пірсона (*1895)
9 березня - Чехова Ольга Костянтинівна, російсько-німецька актриса (*1897)
27 вересня - Дітріх фон Заукен, німецький воєначальник часів Третього Рейху, генерал танкових військ Вермахту (*1892)
4 квітня - Олександр Форд, польський кінорежисер (*1908)
26 лютого - Ахмад Шукейрі, палестинський політичний лідер, перший голова Організації визволення Палестини з 1964 по 1967 р. (*1908)
5 вересня - Барбара Лоден, американська акторка, режисерка та сценаристка (*1932)
12 червня - Мілберн Стоун, американський актор (*1904)
23 жовтня - Хосе Мугерса, іспанський футболіст (*1911)
20 грудня - Бен Шарпстін, американський кінорежисер і продюсер компанії Disney (*1895)
16 грудня - Гельмут Вальтер, німецький інженер, конструктор рідинних реактивних двигунів (*1900)
17 січня - Несмєянов Олександр Миколайович, радянський хімік-органік, організатор радянської науки; президент Академії наук СРСР; ректор Московського державного університету імені Ломоносова (*1899)
29 серпня - Франко Базалья, італійський психіатр (*1924)
9 вересня - Жозе Фонтана, бразильський футболіст (*1940)
28 лютого - Ядвіга Єнджейовська, польська тенісистка (*1912)
20 вересня - Жозіас Браун-Бланке, франко-швейцарський геоботанік (*1884)
14 вересня - Хосе Марія Хіль-Роблес, іспанський політичний діяч, юрист (*1898)
6 жовтня - Жан Робік, французький велогонщик (*1921)
11 січня - Барбара Пім, англійська письменниця (*1913)
14 травня - Фатмаваті, перша леді Індонезії з 1945 по 1967 р., третя дружина першого президента Індонезії Сукарно та мати першої жінки-президента Індонезії Мегаваті Сукарнопутрі (*1923)
28 квітня - Андрія Анкович, югославський футболіст (*1937)
9 листопада - Марія Тоєн, чесько-французька феміністична художниця (*1902)
9 лютого - Алексєєв Ростислав Євгенійович, радянський авіа- та суднобудівник (*1916)
1980 - Ектор Сокорро, кубинський футболіст (*1912)
11 квітня - Чарлі Бора, американський легкоатлет (*1905)
2 жовтня - Луї Дакен, французький кінорежисер, сценарист, продюсер і актор (*1908)
29 грудня - Тім Гардін, американський співак, автор пісень та гітарист у стилях фолк та блюз (*1941)
21 січня - Ельвіра де Ідальго, іспанська колоратурна співачка-сопрано (*1891)
24 травня - Кім Дже-гю, південнокорейський політик, генерал-лейтенант армії та директор Центрального розвідувального управління Кореї, який убив президента Південної Кореї Пак Чон Хі (*1924)
2 червня - Вася Пірц, югославський шахіст, шаховий теоретик, гросмейстер, шаховий літератор (*1907)
14 серпня - Дороті Страттен, канадська модель та акторка (*1960)
28 березня - Дік Геймс, аргентинський співак, автор пісень та актор (*1918)
12 травня - Лілліан Рот, американська акторка та співачка (*1910)
9 липня - Аренд Гейтінг, голландський математик та логік (*1898)
25 квітня - Катя Манн, дружина німецького письменника Томаса Манна (*1883)
13 квітня - Грета Шредер, німецька акторка та сценаристка (*1891)
10 жовтня - Карло Анновацці, італійський футболіст (*1925)
12 жовтня - Альберто Демікелі, уругвайський політик, юрист, історик, журналіст, пілот і військовий офіцер, який був тимчасовим фактичним президентом Уругваю в 1976 р. (*1896)
21 грудня - Марк Коннеллі, американський драматург, режисер, продюсер, виконавець (*1890)
21 червня - Берт Кемпферт, німецький концертмейстер, мультиінструменталіст, музичний продюсер, аранжувальник і композитор (*1923)
6 липня - Гейл Патрік, американська кіноактриса та телевізійна продюсерка (*1911)
1 серпня - Стротер Мартін, американський актор (*1919)
19 травня - Рагнар Густавссон,  шведський футболіст (*1907)
18 червня - Теренс Фішер, британський кінорежисер (*1904)
19 січня - Вільям О. Дуґлас, американський юрист, який був головою Комісії з цінних паперів та бірж США з 1937 до 1939 р. та суддею Верховного суду США з 1939 до 1975 р. (*1898)
15 травня - Йоуганн Гафстейн, прем'єр-міністр Ісландії (1970—1971) (*1915)
24 листопада - Генрієтта Гілл Своуп, американська астрономиня (*1902)
20 жовтня - Стефаун Йоуганн Стефаунссон, прем'єр-міністр Ісландії (1947—1949) (*1894)
12 січня - Фінн Ронне, американський полярний дослідник норвезького походження (*1899)
2 грудня - Роза Ескеназі, єврейсько-грецька танцівниця та співачка грецької та турецької народної музики (*1890-ті)
1 лютого - Юаса Тосіко, японська фізик-ядерник, перша японська жінка-фізик (*1909)
20 квітня - Гельмут Кьотнер, німецький кінорежисер і актор (*1908)
12 травня - Бетт Ґрем, американська підприємиця й винахідниця (*1924)
20 червня - Аллан Петтерссон, шведський композитор та альтист (*1911)
20 липня - Гудіашвілі Ладо Давидович, грузинський та радянський художник-живописець, графік, монументаліст, педагог (*1896)
26 січня - Юстас Палецкіс, литовський журналіст, письменник; радянський державний та громадський діяч (*1899)
27 серпня - Дуглас Кенні, американський гумористичний письменник (*1946)
20 лютого - Еліс Рузвельт Лонгворт, американська письменниця та світська левиця, старша дитина президента США Теодора Рузвельта (*1884)
21 березня - Анджело Бруно, американський гангстер сицилійського походження (*1910)
6 жовтня - Гетті Жак, англійська комедійна акторка театру, радіо та кіно (*1922)
24 серпня - Юта Джойс, англійська акторка (*1927)
7 грудня - Дарбі Креш, американський музикант (*1958)
18 травня - Гаррі Р. Трумен, американський бізнесмен, бутлегер та золотошукач (*1896)
18 травня - Девід А. Джонстон, американський вулканолог, який загинув під час виверження вулкана Сент-Хеленс у штаті Вашингтон (*1949)
25 жовтня - Сахір Лудхіанві, індійський поет, який писав переважно мовою урду, а також хінді (*1921)
31 липня - Боббі Ван, американський музичний актор і танцівник (*1928)
15 квітня - Реймонд Бейлі, американський актор бродвейської сцени, кіно та телебачення (*1904)
18 травня - Роберт Ландсбург, американський фотограф, який загинув під час виверження вулкана Сент-Хеленс у штаті Вашингтон (*1931)
23 червня - Джон Лорі, шотландський актор театру, кіно та телебачення (*1897)
16 листопада - Джаян, індійський актор, морський офіцер та каскадер (*1939)
13 грудня - Джиневра Кінг, американська світська левиця та спадкоємиця (*1898)
9 листопада - Віктор Сен Юн, американський характерний актор (*1915)
9 січня - Джухайман аль-Утайбі, саудівський релігійний дисидент, салафітський джихадист (*1936)
1 березня - Вільгельміна Купер, голландсько-американська модель (*1939)
23 липня - Кіт Годчо, американський піаніст (Grateful Dead) (*1948)
18 квітня - Антоніо Капонігро, американський гангстер італійського походження (*1912)
22 серпня - Косме МакМун, мексикансько-американський піаніст і композитор (*1901)
16 листопада - Імоджен Хассалл, англійська акторка (*1942)
12 вересня - Ліліан Рендольф, американська акторка та співачка (*1898)
14 грудня - Елстон Говард, американський професійний бейсболіст (*1929)
29 липня - Чарльз Макґроу, американський актор (*1914)
25 серпня - Гавер Чемпіон, американський актор, театральний режисер, хореограф і танцюрист (*1919)
7 січня - Ларрі Вільямс, американський співак, автор пісень та піаніст (*1935)
1 травня - Джин Маркі, американський письменник, продюсер, сценарист і морський офіцер (*1895)
15 листопада - Білл Лі, американський співак (*1916)
29 січня - Антоніо Моліна, філіппінський композитор, диригент та музичний адміністратор (*1894)
21 листопада - Фатафат Джаялакшмі, індійська акторка (*1958)
30 січня - Професор Довгошерстий, американський співак і піаніст (*1918)
22 листопада - Леонард Барр, американський стендап-комік, кіноактор і танцюрист (*1903)
30 травня - Карл Радл, американський басист (*1942)
27 серпня - Пітер Фолджер, американський бізнесмен, спадкоємець кавовового бізнесу, світський лев (*1905)
31 жовтня - Елізабет Фрідман, перша американська жінка-криптограф, дружина криптоаналітика Вольфа Фрідмана (*1892)
27 жовтня - Стів Перегрін Тук, англійський музикант і автор пісень (*1949)
30 березня - Аннунціо Паоло Мантовані, італо-британський диригент, композитор та артист (*1905)
26 липня - Кеннет Тайнан, англійський театральний критик і письменник (*1927)
5 травня - Ізабел Брігз Маєрс, американська письменниця і психологиня (*1897)
17 січня - Барбара Бріттон, американська акторка кіно та телебачення (*1920)
9 вересня - Джон Говард Гріффін, американський журналіст і письменник (*1920)
24 листопада - Махмуд Халіл Аль-Хуссарі, єгипетський qāriʾ (читець Корану) (*1917)
30 квітня - Луїс Муньос Марін, пуерториканський журналіст, політик, державний діяч, перший обраний губернатор Пуерто-Ріко (*1898)
23 березня - Джейкоб Міллер, ямайський виконавець реггі та растафарі (*1952)
29 листопада - Джордж Дж. Малуф-старший, американський бізнесмен ліванського походження (*1923)
26 квітня - Сіселі Кортнідж, британська акторка, комік і співачка австралійського походження (*1893)
19 квітня - Тоні Беклі, англійський актор (*1929)
4 листопада - Джонні Оуен, валлійський професійний боксер (*1956)
9 листопада - Глорія Гіннес, мексиканська світська левиця та редакторка журналу Harper's Bazaar (*1912)
29 липня - Трой Леон Грегг, американський засуджений до смертної кари злочинець (*1948)
2 жовтня - Олександрина Пруська, членкиня дому Гогенцоллернів (*1915)
11 лютого - Р.Ч. Маджумдар, індійський історик і професор (*1888)
22 листопада - Джон В. Маккормак, американський політик (*1891)
18 травня - Рід Блекберн, американський фотограф, який загинув під час виверження вулкана Сент-Хеленс у 1980 році (*1952)
5 грудня - Сурулі Раджан, індійський актор і комік, який працював переважно в тамільському кіно (*1938)
12 червня - Біллі Батлін, британський підприємець південноафриканського походження (*1899)
2 серпня - Рам Кінкар Байджа, індійський художник та скульптор (*1906)
25 червня - Естер Клівленд, дочка президента Сполучених Штатів Гровера Клівленда та його дружини Френсіс Клівленд (*1893)
13 березня - Ліліан Нгойі, південноафриканська активістка, яка виступала проти апартеїду (*1911)
7 липня - Реджинальд Гардінер, англійський актор (*1903)
28 квітня - Томмі Колдуелл, американський музикант (*1949)
14 березня - Фелікс Родрігес де ла Фуенте, іспанський натураліст і еколог, захисник природи та режисер документальних фільмів (*1928)
21 листопада - Сара Гарсія, мексиканська актриса та комедійна акторка (*1895)
2 листопада - Сезар Ренгіфо, венесуельський художник і драматург, інтелектуал та комуністичний активіст (*1915)
5 липня - Луїс Сандріні, аргентинський актор і комік (*1905)
6 травня - Марія Луїза Бомбал, чилійська письменниця (*1910)
1 серпня - Мануель де ла Сьєрра та Марія Лурдес де Уркіхо, маркізи Уркіхо, жертви резонансного злочину в Іспанії
29 червня - Хорхе Басадре, перуанський історик (*1903)
17 липня - Марсело Кірога Санта-Крус, болівійський політик, соціалістичний лідер, письменник і професор університету (*1931)
11 червня - Анхель Санс Бріс, іспанський дипломат, посланник в Угорщині під час Другої світової війни, врятував життя близько п'яти тисяч угорських євреїв під час Голокосту. Праведник народів світу (*1910)
14 лютого - Марі Беснард, французька підозрювана у серійному вбивстві (*1896)
4 лютого - Камара Лайє, франкомовний гвінейський письменник (*1928)
19 серпня - Otto_Frank,  (*1889)
23 червня - Оділь Версуа, французька актриса російського походження, сестра актриси Марини Владі (*1930)
31 серпня - Дахмане Ель-Харрахі, алжирський музикант, співак і автор пісень (*1926)
14 жовтня - Жан-Франсуа Адам, французький актор і режисер (*1938)
30 липня - Паскаль Жарден, французький письменник (*1934)
18 вересня - Роуз Валланд, французька музейна кураторка та учасниця руху опору (*1898)
29 серпня - Луї Дарк'є де Пеллепуа, французький журналіст і політик, відомий антисемітськими поглядами та колабораційною діяльністю (*1897)
29 липня - Стефан Реджані, французький співак і автор пісень (*1945)
en Англійська 150
es Іспанська 40
fr Французька 40
de Німецька 40
ru Російська 30
zh Китайська 30
pt Португальська 40
ar Арабська 40
it Італійська 25
ja Японська 25
tr Турецька 22
id Індонезійська 22
nl Нідерландська 21
fa Перська 21
pl Польська 21
he Іврит 21
vi В'єтнамська 20
sv Шведська 20
ko Корейська 20